# Слабка збіжність
Ця стаття про слабку толологію на нормованих векторних просторах. Щодо слабкої топології індукованої загальною сім'єю відображень див. початкова топологія. Щодо топології індукованої накриттям простору, див. когерентна топологія.
У математиці слабка топологія є альтернативним поняттям для певних початкових (індукованих) топологій, часто на топологічних векторних просторах або просторах лінійних операторів, наприклад, на
гільбертовому просторі. Цей термін найчастіше використовується для початкової топології
топологічного векторного простору (наприклад, нормованого векторного простору) відносно його
неперервного спряженого простору.
Нижче матимемо справу з випадком, який є однією з концепцій функціонального аналізу.
Назвемо підмножини топологічного векторного простору слабо замкнутими (відповідно, слабо компактними тощо), якщо вони замкнуті (відповідно, компактні тощо) відносно слабкої топології. Аналогічно, функції іноді називають слабо неперервними (відповідно, слабо диференційованими, слабо аналітичними тощо), якщо вони неперервними є (відповідно диференційованими, аналітичними тощо) відносно слабкої топології.

## Історія
Починаючи з початку 1900-х років, Давид Гільберт і Марсель Ріс широко використовували слабку збіжність. Ранні піонери функціонального аналізу не піднімали збіжність за нормою вище слабкої збіжності і часто розглядали слабку збіжність як кращу. У 1929 році Стефан Банах ввів слабку збіжність для нормованих просторів, а також ввів аналогічну *-слабку збіжність. Слабку топологію називають topologie faible (фран.) і schwache Topologie (нім.).

## Слабка і сильна топологія
Основна стаття: Топології на просторах лінійних відображень
Нехай {\displaystyle \mathbb {K} } — топологічне поле (кільце), а саме поле з такою топологією, що операції додавання, множення та ділення є неперервними. У більшості застосувань  поле {\displaystyle \mathbb {K} } ― це або поле комплексних чисел, або поле дійсних чисел саме із такими топологіями.

### Слабка топологія відносно утворювання пар (двійкування)
Основна стаття: Дуальна система. Слабка топологія
Слабка топологія і *-слабка топологія ― це спеціальні випадки більш загальної конструкції для дуальних систем, яку ми зараз опишемо. Перевага цієї більш загальної конструкції полягає в тому, що будь-яке означення чи результат можна використовувати як для слабкої топології, так і до *-слабкої топології. Отже, не потрібно багато означень, теорем, тверджень і доведень. Це також пояснює, чому *-слабку топологію також нерідко називають "слабкою топологією"; тому що це лише приклад слабкої топології у рамках цієї більш загальної конструкції.
Припустимо, що {\displaystyle (X,Y,b)} ― це двійкування векторних просторів над топологічним полем {\displaystyle \mathbb {K} }  (тобто {\displaystyle X} і {\displaystyle Y} є векторними просторами над {\displaystyle \mathbb {K} } і {\displaystyle b}: {\displaystyle X\times Y\rightarrow \mathbb {K} } ― білінійне відображення).  
Примітка. Нехай для всіх {\displaystyle x\in X} {\displaystyle b(x,\bullet )\colon Y\rightarrow \mathbb {K} } ― лінійний функціонал на {\displaystyle Y}, визначений як {\displaystyle y\mapsto b(x,y)}. Аналогічно, нехай для всіх {\displaystyle y\in Y} {\displaystyle b(\bullet ,y)\colon X\rightarrow \mathbb {K} } визначається як {\displaystyle x\mapsto b(x,y)}.
Означення. Слабка топологія на просторі {\displaystyle X} індукована простором {\displaystyle Y} (та відображенням {\displaystyle b}) є найслабшою топологією на просторі {\displaystyle X}, позначається як {\displaystyle \sigma (X,Y,b)} бо просто як {\displaystyle \sigma (X,Y)}, якщо всі відображення {\displaystyle b(\bullet ,y)\colon X\rightarrow \mathbb {K} } є неперервними, якщо {\displaystyle y} пробігає {\displaystyle Y}.
Слабка топологія на {\displaystyle Y} тепер автоматично визначається, як описано в статті дуальна система.
Однак для наочності наведемо це тут повторно.
Означення. Слабка топологія на просторі {\displaystyle Y} індукована на просторі {\displaystyle X} (та {\displaystyle b}) є найслабшою топологією на {\displaystyle Y}, позначається як {\displaystyle \sigma (Y,X,b)} або просто {\displaystyle \sigma (Y,X)}, якщо всі відображення {\displaystyle b(x,\bullet )\colon Y\rightarrow \mathbb {K} } є неперервними для {\displaystyle x}, що змінюються на {\displaystyle X}.
Якщо над полем {\displaystyle \mathbb {K} } визначене абсолютне значення, то слабка топологія {\displaystyle \sigma (Y,X,b)} на {\displaystyle X} індукується сім'єю напівнорм, {\displaystyle p_{y}(x)\colon X\rightarrow \mathbb {R} }, які визначаються як
{\displaystyle {\begin{aligned}p_{y}(x)\colon =|b(x,y)|\end{aligned}}}
для всіх {\displaystyle y\in Y} та {\displaystyle x\in X}. Це показує, що слабкі топології є локально опуклими.
Припущення. Будемо вважати, що поле {\displaystyle \mathbb {K} } є або полем дійсних чисел {\displaystyle \mathbb {R} } або полем комплексних чисел {\displaystyle \mathbb {C} }.

#### Канонічна дуальність
Тепер розглянемо частинний випадок, коли {\displaystyle Y} — векторний підпростір 
алгебраїчного дуального простору для простору {\displaystyle X} (тобто векторний простір лінійних функціоналів на {\displaystyle X}).
Існує утворення пар (двійкування) {\displaystyle (X,Y,\langle \cdot ,\cdot \rangle )} або {\displaystyle (X,Y)}, яке називається канонічним утворенням пар, білінійне відображення якого {\displaystyle \langle \cdot ,\cdot \rangle } є канонічним вкладенням} визначеним як {\displaystyle \langle x,x^{\prime }\rangle =x^{\prime }(x)} для всіх {\displaystyle x\in X} і {\displaystyle x^{\prime }\in Y}. Зауважимо зокрема, що {\displaystyle \langle \cdot ,x^{\prime }\rangle } — це лише інший спосіб позначення {\displaystyle x^{\prime }}, тобто  {\displaystyle \langle \cdot ,x^{\prime }\rangle =x^{\prime }(\cdot )}.
Припущення. Якщо {\displaystyle Y} є векторним підпростором алгебраїчного дуального простору для простору {\displaystyle X}, тоді будемо вважати, що вони пов'язані з канонічним утворенням пар {\displaystyle \langle X,Y\rangle }.
У цьому випадку, слабка топологія на просторі {\displaystyle X} (відповідно, слабка топологія на просторі {\displaystyle Y}), позначається як {\displaystyle \sigma (X,Y)} (відповідно, {\displaystyle \sigma (Y,X))}, є слабкою топологією на {\displaystyle X} (на {\displaystyle Y}) відносно канонічного утворення пар {\displaystyle \langle X,Y\rangle }.
Топологія {\displaystyle \sigma (X,Y)} є ініціяльною топологією векторного простору {\displaystyle X} відносно векторного простору {\displaystyle Y}.
Якщо {\displaystyle Y} є векторним простором лінійних функціоналів на просторі {\displaystyle X}, тоді неперервним дуальним простором для {\displaystyle X} відносно топології {\displaystyle \sigma (X,Y)} є {\displaystyle Y}.(Rudin, 1991, Theorem 3.10)

#### Слабка і∗{\displaystyle *}-слабка топології
Нехай {\displaystyle X} — топологічний векторний простір над полем {\displaystyle \mathbb {K} }, тобто {\displaystyle X} — {\displaystyle \mathbb {K} } векторний простір, оснащений топологією такою, що додавання векторів і множення на скаляр є неперервними. Топологію, що пов'язана з простором {\displaystyle X}, називають початковою або заданою топологією 
(не можна використовувати терміни ініціяльна топологія та сильна топологія, коли мова йде про початкову топологію, оскільки, вони мають загальновживані значення, тому їх використання може призвести до непорозумінь). Для того, щоб визначити іншу топологію на просторі {\displaystyle X}, використовують топологічний або неперервний дуальний простір {\displaystyle X^{*}}, який складається з усіх лінійних функціоналів з векторного простору {\displaystyle X} в базове поле {\displaystyle \mathbb {K} }, які неперервні відносно заданої топології.
Нагадуємо, що {\displaystyle \langle \cdot ,\cdot \rangle } — канонічне еволюційне відображення, що визначається як {\displaystyle \langle x,x^{\prime }\rangle =x^{\prime }(x)} для всіх {\displaystyle x\in X} і {\displaystyle x^{\prime }\in X^{*}}, де зокрема, {\displaystyle \langle \cdot ,x^{\prime }\rangle =x^{\prime }(\cdot )=x^{\prime }}.
Означення. Слабка топологія на просторі {\displaystyle X} — це слабка топологія на {\displaystyle X} відносно канонічного утворювання пар {\displaystyle \langle X,X^{*}\rangle }. Тобто це найслабша топологія на просторі {\displaystyle X}, що робить усі відображення {\displaystyle x^{\prime }=\langle \cdot ,x^{\prime }\rangle \colon X\rightarrow \mathbb {K} } неперервними, якщо {\displaystyle x^{\prime }\in X^{*}}.
Означення. Слабка топологія на просторі {\displaystyle X^{*}} — це слабка топологія на {\displaystyle X^{*}} відносно канонічного утворювання пар {\displaystyle \langle X,X^{*}\rangle }. Тобто це найслабша топологія на просторі {\displaystyle X^{*}}, що робить усі відображення {\displaystyle \langle x,\cdot \rangle \colon X^{*}\rightarrow \mathbb {K} } неперервними, якщо {\displaystyle x\in X}.
Цю топологію також називають {\displaystyle *}-слабкою топологією.
Нижче наводяться альтернативні означення.

### Слабка топологія, індукована неперервним дуальним простором
Альтернативно, слабка топологія на топологічному векторному просторі {\displaystyle X} є ініціяльною топологією відносно сім'ї {\displaystyle X^{*}}.
Іншими словами, це найгрубша топологія на просторі {\displaystyle X} така, що кожен елемент простору {\displaystyle X^{*}} залишається неперервною функцією.
Передбазою  для слабкої топології є набір множин вигляду {\displaystyle \phi ^{-1}(U)}, де {\displaystyle \phi \in X^{*}} і {\displaystyle U} є відкритою підмножиною базового поля {\displaystyle \mathbb {K} }.
Іншими словами, підмножина простору {\displaystyle X} відкрита в слабкій топології тоді і лише тоді, коли її можна записати, як об'єднання (можливо, нескінченного набору) множин, кожна з яких є перетином скінченного набору множин вигляду {\displaystyle \phi ^{-1}(U)}.
З цієї точки зору, слабка топологія є найгрубшою полярною топологією.

### Слабка збіжність
Основна стаття: Слабка збіжність (гільбертів простір)
Слабка топологія характеризується наступною умовою:  узагальнена послідовність {\displaystyle \{x_{\lambda }\}\in X} збігається в слабкій топології до елемента {\displaystyle x} з простору {\displaystyle X} тоді і лише тоді, коли {\displaystyle \phi (x_{\lambda })} збігається до {\displaystyle \phi (x)} в {\displaystyle \mathbb {R} } або {\displaystyle \mathbb {C} } для всіх {\displaystyle \phi \in X^{*}}.
Зокрема, якщо {\displaystyle \{x_{n}\}} є послідовністю в просторі {\displaystyle X}, тоді {\displaystyle \{x_{n}\}} слабко збігається до {\displaystyle x}, якщо
{\displaystyle \varphi (x_{n})\rightarrow \varphi (x)}
при {\displaystyle n\rightarrow \infty } для всіх {\displaystyle \varphi \in X^{*}}.
У цьому випадку прийнято писати
{\displaystyle x_{n}{\overset {\rm {w}}{\longrightarrow }}x},
або інколи пишуть
{\displaystyle x_{n}\rightharpoonup x}.

### Інші властивості
Якщо простір {\displaystyle X} оснащений слабкою топологією, то додавання та множення на скаляр залишаються неперервними операціями, а простір {\displaystyle X} є локально опуклим топологічним векторним простором.
Якщо {\displaystyle X} — нормований простір, то дуальний простір {\displaystyle X^{*}} є також нормованим векторним простором з нормою
{\displaystyle \|\phi \|=\sup _{\|x\|\leq 1}|\phi (x)|}.
Ця норма породжує топологію, яку називають сильною топологією на просторі {\displaystyle X^{*}}.
Це топологія рівномірної збіжності.
Рівномірна та сильна топології, як правило, є різними для різних просторів лінійних відображень; дивитися нижче.

## ∗{\displaystyle *}-Слабка топологія
Основна стаття: полярна топологія
{\displaystyle *}-Слабка топологія є важливим прикладом полярної топології.
Простір {\displaystyle X} можна вкласти в його подвійний дуальний простір {\displaystyle X^{**}} наступним чином:
{\displaystyle x\mapsto {\begin{cases}T_{x}\colon X^{*}\to \mathbb {K} ,\\T_{x}(\phi )=\phi (x).\end{cases}}}
Таким чином, {\displaystyle T\colon X\rightarrow X^{**}} є ін'єктивним лінійним відображенням, але не обов'язково сюр'єктивним (простори, для яких це канонічне вкладення є сюр'єктивним, називаються 
рефлексивними). {\displaystyle *}-Слабка топологія на просторі {\displaystyle X^{*}} — слабка топологія, індукована образом відображення {\displaystyle T\colon T(X)\subset X^{**}}. Іншими словами, це найгрубша топологія така, що відображення {\displaystyle T_{x}}, визначені на {\displaystyle T_{X}(\phi )=\phi (x)} з {\displaystyle X^{*}} у базове поле {\displaystyle \mathbb {R} } або {\displaystyle \mathbb {C} }, залишаються неперервним.
{\displaystyle *}-Слабка збіжність
Узагальнена послідовність {\displaystyle \phi _{\lambda }(x)} в просторі {\displaystyle X^{*}} збігається до {\displaystyle \phi } в {\displaystyle *}-слабкій топологію, якщо ця збіжність поточкова:
{\displaystyle \phi _{\lambda }(x)\rightarrow \phi (x)}
для всіх {\displaystyle x\in X}.
Зокрема, послідовність {\displaystyle \phi _{n}\in X^{*}} збігається до {\displaystyle \phi } при умові, що
{\displaystyle \phi _{n}(x)\rightarrow \phi (x)}
для всіх {\displaystyle x\in X}.
У цьому випадку, пишуть
{\displaystyle \phi _{n}{\overset {{\rm {w}}^{*}}{\to }}\phi }
при {\displaystyle n\rightarrow \infty }.
{\displaystyle *}-Слабку збіжність інколи називають простою збіжністю або поточковою збіжністю.
Дійсно, вона співпадає з поточковою збіжністю лінійних функціоналів.

### Властивості
Якщо {\displaystyle X} є сепарабальним (факторизованим) (тобто має злічену щільну підмножину) локально опуклим простором і {\displaystyle H} є обмеженою нормованою підмножиною свого неперервного дуального простору, то {\displaystyle H}, наділена своєю {\displaystyle *}-слабкою (підпросторною) топологією, є метризованим топологічним простором.
Якщо простір {\displaystyle X} є сепарабельним метризованим локально опуклим простором, то {\displaystyle *}-слабка топологія на неперервному дуальному просторі {\displaystyle X} є сепарабельною.
Властивості в нормованому просторі
За означенням, {\displaystyle *}-слабка топологія є слабшою за слабку топологію на дуальному просторі {\displaystyle X^{*}}.
Важливим твердженням для {\displaystyle *}-слабкої топології є теорема Банаха–Алаоглу: якщо простір {\displaystyle X} є нормованим, тоді замкнена одинична куля в дуальному просторі {\displaystyle X^{*}} є {\displaystyle *}-слабко-компактою (більш загально, полярна множина на дуальному просторі {\displaystyle X^{*}} в околі {\displaystyle 0} простору {\displaystyle X} є {\displaystyle *}-слабко-компактною). Більше того, замкнута одинична куля в нормованому просторі {\displaystyle X} є компактною в слабкій топології тоді й лише тоді, коли простір {\displaystyle X} є рефлексивним.
Більш загально, нехай {\displaystyle \mathbb {F} } — локально-компактне поле значень (наприклад, дійсні числа, комплексні числа або будь-яка {\displaystyle p}-адична система числення).
Нехай {\displaystyle X} є нормованим топологічним векторним простором над полем {\displaystyle \mathbb {F} }, який сумісний з абсолютним значенням над полем {\displaystyle \mathbb {F} }.
Тоді в просторі {\displaystyle X^{*}}, який є топологічним дуальним простором для простору {\displaystyle X} неперервних {\displaystyle \mathbb {F} }-значних лінійних функціоналів на просторі {\displaystyle X}, всі замкнуті за нормою кулі є компактними в {\displaystyle *}-слабкій топології.
Якщо простір {\displaystyle X} є нормованим простором, то підмножина неперервного дуального простору є {\displaystyle *}-слабко-компактною тоді і лише тоді, коли вона є {\displaystyle *}-слабкою замкнутою і обмеженою за нормою.
Зокрема, це означає, що коли простір {\displaystyle X} є нескінченновимірним нормованим простором, тоді замкнута одинична куля у початку координат у дуальному просторі простору {\displaystyle X} не містить жодного {\displaystyle *}-слабкого околу нуля.
Якщо простір {\displaystyle X} є нормованим простором, то цей простір є сепарабельним тоді і лише тоді, коли {\displaystyle *}-слабка топологія на замкненій одиничній кулі простору {\displaystyle X^{*}} є метризовною, у цьому випадку {\displaystyle *}-слабка топологія є метризовною на обмеженій за нормою підмножині простору {\displaystyle X^{*}}.
Якщо нормований простір {\displaystyle X} має дуальний простір, який є сепарабельним (відносно дуальної нормованої топології), тоді {\displaystyle X} є обов'язково сеперабельним.
Якщо {\displaystyle X} — Банахів простір, то {\displaystyle *}-слабка топологія не є метризовною на всьому просторі {\displaystyle X^{*}}, якщо простір {\displaystyle X} не є скінченновимірним.

## Приклади

### Гільбертові простори
Розглянемо, наприклад, різницю між сильною та слабкою збіжністю функцій у гільбертовому просторі {\displaystyle L^{2}(\mathbb {R} ^{n})} (див. простір Lp).
Сильна збіжність послідовності {\displaystyle \psi _{k}\in L^{2}(\mathbb {R} ^{n})} до елемента {\displaystyle \psi } означає, що
{\displaystyle \int _{\mathbb {R} ^{n}}|\psi _{k}-\psi |^{2}\,{\rm {d}}\mu \to 0},
якщо {\displaystyle k\rightarrow \infty }.
Тут поняття збіжності відповідає нормі у просторі {\displaystyle L^{2}}.
На відміну від сильної, слабка збіжність вимагає лише, щоб
{\displaystyle \int _{\mathbb {R} ^{n}}{\bar {\psi }}_{k}f\,{\rm {d}}\mu \to \int _{\mathbb {R} ^{n}}{\bar {\psi }}f\,{\rm {d}}\mu }
для всіх функцій {\displaystyle f\in L^{2}} (або, більш типово, для всіх {\displaystyle f}, які належать щільній підмножині {\displaystyle L^{2}}, таких, як простір тестових функцій, якщо послідовність {\displaystyle \{\psi _{k}\}} є обмеженою).
Для заданих тестових функцій, відповідне поняття збіжності відповідає лише топології, що використовується в просторі {\displaystyle \mathbb {C} }.
Наприклад, у гільбертовому просторі {\displaystyle L^{2}(0,\pi )}, послідовність функцій
{\displaystyle \psi _{k}(x)={\sqrt {2/\pi }}\sin(kx)}
утворює ортонормований базис.
Зокрема, (сильна) границя послідовності {\displaystyle \{\psi _{k}\}} при {\displaystyle k\rightarrow \infty } не існує.
З іншого боку, за лемою Рімана–Лебеґа, слабка границя існує і дорівнює нулю.

### Розподіли
Основна стаття: Розподіли
Зазвичай отримують простори розподілів, утворюючи сильний дуальний простір для простору тестових функцій (таких, як гладкі функції на {\displaystyle \mathbb {R} ^{n}} з компактним носієм).
В альтернативній конструкції таких просторів можна взяти слабкий дуальний простір для простору тестових функцій усередині гільбертового простору, такого як {\displaystyle L^{2}}.
Таким чином, потрібно розглядати ідею оснащеного гільбертового простору.

### Слабка топологія, що індукована алгебраїчним дуальним простором
Нехай {\displaystyle X}  — векторний простір і {\displaystyle X^{\sharp }} — алгебраїчний дуальний простір до простору {\displaystyle X} (тобто векторний простір усіх лінійних функціоналів на просторі {\displaystyle X}).
Якщо простір {\displaystyle X} наділений слабкою топологією, індукованою простором {\displaystyle X^{\sharp }}, тоді неперервним дуальним простір простору {\displaystyle X} є простір {\displaystyle X^{\sharp }}: будь-яка обмежена підмножина простору {\displaystyle X} міститься у скінченновимірному векторному підпросторі простору {\displaystyle X}, будь-який векторний підпростір простору {\displaystyle X} — замкнений і має топологічно доповнювальний.

## Операторні топології
Якщо {\displaystyle X} та {\displaystyle Y} є топологічними векторними просторами, тоді простір {\displaystyle L(X,Y)} лінійних неперервних операторів {\displaystyle f\colon X\rightarrow Y}  може мати безліч різних можливих топологій.
Назва таких топологій залежить від виду топології, що використовується на просторі {\displaystyle Y} для визначення збіжності операторів (Йосіда 1980, IV.7 Топології лінійних відображень).
Загалом існує безліч можливих операторних топологій на {\displaystyle L(X,Y)}, назви яких не зовсім інтуїтивні.
Наприклад, сильна операторна топологія на {\displaystyle L(X,Y)} є топологією поточкової збіжності.
Якщо {\displaystyle Y} — нормований простір, то ця топологія визначається напівнормами, що індексуються за допомогою {\displaystyle x\in X}:
{\displaystyle f\mapsto \|f(x)\|_{Y}}.
Більш загально, якщо сім'я напівнорм {\displaystyle Q} визначає топлогію на просторі {\displaystyle Y}, тоді напівнорми {\displaystyle p_{q,x}} на {\displaystyle L(X,Y)}, що визначають сильну топологію, визначаються як
{\displaystyle p_{q,x}\colon \ f\rightarrow q(f(x))}
з індексами {\displaystyle q\in Q} та {\displaystyle x\in X}.
Зокрема, дивись слабку операторну топологію та {\displaystyle *}-слабку операторну топологію.